# Sex Noise
Sex Noise é uma banda de rock alternativo da cena carioca iniciada no ano de 1992, no Rio de Janeiro, Brasil. Após um período de recesso entre 2007 e 2010 a banda passou por uma reformulação e voltou em 2011. Tendo tocando em mais de 30 cidades em 10 estados brasileiros. O Sex Noise teve em sua primeira formação, Alex Dusky, Mário Jr, Wallan Falcão e Larry Antha, o vocal e único remanescente da formação original, que hoje conta com Luís Cláudio Arcos na guitarra, Rodrigo Nogueira na bateria e Jhou Rocha no contrabaixo.
O seu som recebe influências de Joy Division, The Stooges, Pixies, Nirvana, Mudhoney, Sonic Youth, The Smashing Pumpkins, DeFalla, Cólera, Black Future e Titãs.

## História

### Origem dos nomes da banda
- O Amor Não Lhes Pertence

Este foi o primeiro nome do então projeto de banda que nascia dos encontros pós colégio e bebedeiras no terraço da casa de Alex Dusky. O nome é uma influência direta da literatura ultra-romântica e de Clarice Lispector. Marcou a época de 1988 à 1990.
- Sombras do Ocaso

Na mesma linha ultra-romântica, agora influenciado pela literatura de Álvares de Azevedo e Augusto dos Anjos, surge o Sombras do Ocaso. Climas densos, teclados etéreos e letras introspectivas marcaram a linha estilística do grupo neste curto período, de 1990 a 1992.
- Sex Noise

Fruto da simbiose de nomes como Sex Pistols e Allien Sex Find, surge o Sex Noise. Em 06 de fevereiro de 1992 o Sex Noise apresenta-se pela primeira vez usando este nome no Garage Art Cult, cultuada e lendária casa de shows do Rio de Janeiro desde a década de 90.

### Primeiros trabalhos
Em 1992 lançam sua primeira fita demo chamada “Pultanovinzona”, disponível no site Demo-Tapes Brasil, com quatorze músicas e fazem seu primeiro show no lendário Garage Art Cult na Rua Ceará – Praça da bandeira – RJ, em 6 de fevereiro do mesmo ano. Essa fita demo chega a tocar na igualmente lendária rádio Fluminense FM lançada no programa Hell Radio de Tom Leão e André X e no programa Colege Radio de Rodrigo Lariú.
Um fato “triste e curioso” é que o amigo e incentivador da banda, o vocalista Skunk, do Planet Hemp, falecido em 1994 em decorrência da AIDS, morreu ouvindo em seu walkman a fita “Pultanovinzona” do Sex Noise.
Em 1995 lançam sua segunda fita demo chamada “Psycheodelic Gongolo” que se torna uma das fitas demo mais apreciadas pela crítica de fanzines e revistas como a Bizz e a Rock Brigade e por seus fans entre eles, o baixista Formigão, também do Planet Hemp, que andava com a fita no bolso.

### Primeiro álbum
Em 1996 recebem o convite para seu primeiro CD, a coletânea "Paredão" pela EMI Odeon. A música "Franzino Costela" ("Eu apanhava todo dia!") torna-se hino da banda e destaque da época. A música vira hit, e chega ao primeiro lugar na programação da Rádio Cidade (RJ). A música vira videoclipe pelas mãos do diretor João Elias e passa a ter uma boa execução na MTV, dando uma maior projeção a banda.
Em 1997 assinam com o selo independente Tamborete, de Rafael Ramos, descobridor do Mamonas Assassinas, por onde lançam o "Uno Palmo de Lacraya". O CD inicia uma série de shows pelo Brasil, em cidades como João Pessoa, Recife, Maceió, Sergipe, Salvador, Curitiba, Goiânia, Brasília, entre outras, o que difunde o nome da banda pelo Brasil. Esses shows rendem entrevistas em programas da MTV, no Videoshow da Rede Globo, e em vários programas de rádio e TV locais pelas cidades por onde passaram. Um dos mais marcantes foi a entrevista à rádio Manguebit, em Recife, rádio que lançou “Chico Science” e “Mundo Livre S/A.
A partir de 1998 assumem a carreira de forma independente e mantém um bom numero de shows e se tornam uma banda “cult”, mantendo uma boa produção musical e um bom numero de shows. Em 2000 gravam o CD independente “Bossanovíssima” que diferia do estilo musical da banda e acaba não sendo lançado comercialmente mas disponibilizado no site Palco Mp3. Além desse outro CD é gravado como “Gongolos só vivem 2 vezes”, que já retomava o estilo original da Sex Noise, e contava com a primeira gravação da também clássica 'Franzino Costela 2' como o lendário refrão; 'ET, Telefone, minha casa' . Ainda em 2000 a banda punk paulista, "Inocentes", regrava "Franzino Costela" (Eu apanhava todo dia). Na seqüência a DECKdisc, por conta do sucesso underground de "Franzino Costela 2", convida a Sex Noise para participar a coletânea "Surf Rock", junto com Autoramas, Dead Fish, Leela, Matanza, Jason, Mukeka di Rato, Os Pedrero, Holly Tree entre outras.
Em 2004, com o fôlego dado pela regravação do Inocentes e pela coletânea da Deckdisc, a banda grava o CD, "Estrelas que se acendem em um bujão de gás", por um selo independente próprio. Uma das músicas, "It come out of space", participa também da coletânea "Tributo ao Inédito III", uma iniciativa de bandas da cena indie Carioca.
Em 2005 após mais de 5 clipes na MTV e Multishow durante a carreira, a banda começa a preparar um filme chamado “Dias de Rock” que pretendia contar um pouco da história da banda através de “fans” famosos. O filme foi gravado, dirigido por Clayton Leite encontra-se disponível no YouTube. O documentário apresenta depoimentos de músicos como Marcelo D2, Pitty, Marcelo Camelo, Bnegão, Matanza, Zélia Duncan, Tony Platão, entre outros.
Em 2006 a banda é convidada para participar de uma peça de teatro de um grupo francês, Vivarium Studio, para apresentações durante o Rio Cena Contemporânea, no espetáculo "La démangeaison des Ailes".

### Término e retorno
Em 2007 a banda se desfaz. Nesse meio tempo Larry Antha escreve um livro de memórias da banda chamado 'Memórias não póstumas de um punk'. Em 2011, Larry lança “Memórias não póstumas de um punk” pela editora Multifoco, fato que motiva o retorno do Sex Noise. Larry Antha e o baterista Walan Falcão, convocam novos integrantes para baixo e guitarra e em julho do mesmo ano a banda retorna aos palcos, no Circo Voador. A banda segue compondo novas músicas e firma residência no underground da Lapa. Após nova reestruturação decidem iniciar a gravação do EP como um trio. Rodrigo Nogueira grava baixo e bateria. Com produção de Luis Claudio Arcos, o EP Azul é lançado em 2013 pelo selo Poliphonia Music. O EP, com quatro músicas; 'Ela não pode de se descontrolar, Receita de pizza narrada por Dona Pilar quando era punk (Punk Menu), Pastilhas coloridas e Azul, é festejado pelos fãs. Convocam Nelson Burgoz para o baixo e iniciam turnê. Em 2014 Jhou Rocha assume o baixo estabelecendo a formação atual. O Sex Noise segue como uma locomotiva punk-noise-hard-indie.

## Integrantes

### Formação atual
- Larry Antha − vocal
- Luis Claúdio Arcos - guitarra
- Jhou Rocha - baixo
- Rodrigo Nogueira - bateria

### Ex-integrantes
- Henrique Santos − bateria, (meio de 1990 até início de 1997)
- Alex Dusky − guitarra,  (de 1990 a meados de 2007)
- Mário  Jr. − baixo (de 1990 a meados de 2007)
- Flávio Calado- bateria, (tour de 1997 pelo Brasil)
- Luizinho Maia − guitarra, (meio de 1998 - início de 2003)
- Walan Falcão − bateria (de agosto de 1998 a 2011)
- Christian Pierini - guitarra, (meio de 2005 a 2009)
- Ale Souto - baixo (entre 2011 e 2012)
- Marcelo Pires - guitarra  (entre 2011 e 2012)

## Discografia
- Paredão - 1996
- Uno Palmo D'Lacraya - 1997
- Bossanovíssima - 2000
- Gongolos Só Vivem 2 vezes - 2002
- Surf Rock Coletânea - 2003
- Tributo ao Inédito 3 - 2004
- Estrelas que se acendem Nun Bujão de Gás - 2005
- Azul - 2013

## Influências musicais
- Joy Division
- David Bowie
- Iggy Pop
- Public Image Limited
- Lou Reed
- The Doors
- Rolling Stones
- The Stooges
- Nirvana
- Sex Pistols
- Velvet Underground